# 田中沙斗子
田中 沙斗子（たなか さとこ、1978年2月13日 - ）は、日本のタレント、女優、元グラビアアイドルである。高野杏子（たかの きょうこ）名義で活動していたこともある。北海道出身。

## 来歴
1990年代半ばより、グラビアアイドルとして雑誌などに登場した。1997年にフジテレビの『daiba:ba』では、山内えりか、国分佐智子らとともに8人組アイドルグループのベイキャニオンズのひとりとなり、10月には『Runaway Emotion』でCDデビューした。同年にはまた、麻生奈未、原田ゆうか、北沢まりあとともに4人組グループVENUSを結成し、シングル『Love Letter』を発売した。1998年からは、テレビのバラエティー番組『ワンダフル』（TBS）に、「ワンギャル」のひとりとしてレギュラー出演した。その後は女優として、2001年の映画『狗神』『黒革の手帖』に出演した。

## 出演
グループでの活動は当該項目を参照。

### テレビ番組
- ワンダフル（TBS系）- 1998年1月-10月・ワンダフルガールズ

### テレビドラマ
- 君といた未来のために 〜I'll be back〜（1999年1月、日本テレビ系）
- オヤジぃ。（2000年12月、TBS系）
- 女と愛とミステリー「人間の証明2001」（2001年1月、BSジャパン・テレビ東京系）
- ルーキー! 第9話（2001年6月5日、フジテレビ系）
- 愛の劇場「ラブ&ファイト」第59話（2001年9月-11月、TBS系）
- 土曜ワイド劇場25周年記念スペシャル「おかしな二人(2)」（2002年8月3日、テレビ朝日系）
- 土曜ワイド劇場「広域捜査官楠錬三郎3」（2003年8月30日、テレビ朝日系）
- ラジカルドライブ（2003年、サイエンスチャンネル） - 主演
- 木曜ドラマ「松本清張 黒革の手帖」（2004年10-12月、テレビ朝日系） - ホステス・麻理 役　※以下・高野杏子名義
- 土曜ワイド劇場「おとり捜査官・北見志穂・8」（2004年12月、テレビ朝日系）
- 月曜ミステリー劇場「検察審査会」（2005年11月、TBS系）
- 土曜ワイド劇場「火災調査官・紅蓮次郎・6」（2006年4月、テレビ朝日系）
- 土曜ワイド劇場「おとり捜査官・北見志穂・10」（2006年5月、テレビ朝日系）
- ラブ・コレ2 東京Love Collection（2006年11月、GyaO）

### 映画
- 狗神 INUGAMI（2001年、原田眞人監督）

### オリジナルビデオ・DVD
- 蛇道 実録女詐欺師伝（2000年）
- 真・恐怖体験2（2000年）- 主演
- 幽霊より怖い話 Vol.1（死猫のなわばり）』（2005年） ※高野杏子名義

## 書籍

### 写真集
- Precious（1998年11月、山岸伸撮影、ゲオ販売） ISBN 4876963010